# 日本限定Super遊
《日本限定Super遊》（英語：Super Travels Limited）是由香港電視廣播有限公司製作的旅遊節目；本節目共有5集，由2023年7月22至8月26日星期六晚上20:30至21:00於翡翠台播出，本節目由曾志偉、周奕瑋、陳嘉慧、思霆、鄺潔楹主持。本節目由中信銀行(國際)Motion信用卡贊助播出。

## 每集內容
| 集數 | 播映日期 | 主題                                       |
| ---- | -------- | ------------------------------------------ |
| 01   | 7月22日  | 岩手— 與別不同滑雪場、英式寄宿國際學校     |
| 02   | 7月29日  | 岩手— 高爾夫球俱樂部、「浸」在繡球花海打卡 |
| 03   | 8月5日   | 草津— 包廂浸溫泉、天婦羅Omakase            |
| 04   | 8月19日  | 長野— 尋找當地長壽秘密                     |
| 05   | 8月26日  | 輕井澤— 自製戒指、輕鬆玩意                 |

## 外部連結
- 日本限定Super遊 - 主頁 - tvb.com （页面存档备份，存于）